# NGC 4246
NGC 4246 (другие обозначения — IC 3113, UGC 7334, MCG 1-31-41, ZWG 41.70, VCC 264, PGC 39479) — спиральная галактика (Sc) в созвездии Дева.
Этот объект входит в число перечисленных в оригинальной редакции «Нового общего каталога».
В галактике вспыхнула сверхновая SN 1984U. Её пиковая видимая звёздная величина составила 18.
В галактике вспыхнула сверхновая SN 1975C. Её пиковая видимая звёздная величина составила 18.